# Fabien Yoon
Fabien Yoon, né Fabien Corbineau le 30 octobre 1987 à Paris, aussi connu sous le pseudonyme de Fabien, est un mannequin et acteur français faisant carrière en Corée du Sud. Il a été révélé par le programme I Live Alone pour lequel il a tourné 51 épisodes. C'est sa pratique du taekwondo à haut niveau qui l'a emmené de la France à la Corée.

## Biographie
Pratiquant le taekwondo depuis l'âge de 5 ans, il découvre la Corée du Sud très jeune et s'intéresse à la culture du pays, notamment à la K-pop, aux films, et aux dramas. Il suit des cours de théâtre à Paris tout en poursuivant ses études de commerce international à l'université. Après un premier voyage en 2007, il s'installe en Corée du Sud en 2008 après l'obtention de son Master en Commerce international. Pour se payer des cours de coréen, il travaille en tant que mannequin à Séoul. Passionné de théâtre qu'il pratique depuis l'enfance, il rejoint une troupe coréenne en 2009 et obtient un rôle dans une pièce au bout de six mois. Après deux ans de théâtre, il obtient un premier rôle dans un drama ce qui lui ouvre les portes de la télévision puisqu'il va continuer à jouer dans des dramas pendant quatre ans.
Il participe à l'émission de télévision coréenne I live alone qui suit le quotidien de plusieurs célébrités vivant seules dans un pays où il est coutume de vivre avec ses parents jusqu'au mariage. Cette émission lui apporte une grande notoriété en Corée du Sud, ce qui le pousse à participer à des talk-shows et des émissions culinaires, et lui vaut le « Prix de la Nouvelle star » lors des victoires de la télévision coréenne. Il anime aussi des émissions sur la K-pop et sur la cuisine et publie un livre de cuisine coréenne en français. Il a depuis joué dans de nombreux dramas, films et est apparu dans les émissions de divertissement coréennes les plus populaires.
En 2015, il est diplômé du centre de langue coréenne de Ewha Womans University. En 2017, il est diplômé de cursus de Culture et Histoire Coréenne dans cette même université.
En 2016, il gagne le « Prix du Public des Trophées des Français de l'étranger ». Il a présenté la convention lors de l'édition française de la KCON en juin 2016 à l'AccorHotels Arena ainsi que le concert d'amitié Franco-Coréenne à Paris en octobre 2018, en présence des BTS et du président Moon Jae-in.
Il co-anime l'émission K-culture Elite avec Shin Ayoung sur Arirang TV en 2016.
Il anime depuis 2016 une émission hebdomadaire de radio en anglais sur TBS (The Qube) avec son ami Julian Quintart. Depuis 2016, il est également présentateur de l'émission My Neighbor Charles diffusée sur KBS tous les mardis soir à 19H35. Il a également joué dans de nombreuses publicités à la télévision coréenne.
Fabien Yoon est connu pour parler 6 langues : le français, l'anglais, le coréen, l'espagnol, le japonais et l'arabe. Il possède des notions en italien.
En novembre 2019, il est nommé citoyen d'honneur de la ville de Séoul.
Depuis 2019, Fabien Yoon est guide francophone et anglophone au Musée National d'Histoire Contemporaine Coréenne.
En juillet 2020, il réussit le Test National D'Histoire Coréenne avec la note de 96/100 devenant le premier étranger à obtenir un score aussi élevé.

## Filmographie
- 2008 : East of Eden
- 2010 : Jejungwon : Oliver Avison
- 2010 : Queen of Reversals
- 2011 : Lie to Me
- 2011 : Papa :  Jimmy
- 2012 : Come, Come, Absolutely Come
- 2012 : I Live in Cheongdam Dong
- 2012 : Dr. Jin : Ridell
- 2012 : The King 2 Hearts : Charlie
- 2012 : Missing You : Avocat de Harry
- 2013 : Goddess of Marriage
- 2014 : Fashion King : Lui-même
- 2014 : Running Man : Lui-même (Épisodes 202-203, 223)
- 2014 : Hi! School-Love On : Phillip le professeur (Épisode 3)
- 2014 : Happy Together : Lui-même (Épisode 415)
- 2014 : SNL KOREA Saison 5, Épisode  30
- 2015 : Cool Kiz on the Block : Lui-même (Épisode 116)
- 2015 : Oh! Halmae : Cheolsu
- 2016 : Joseon Wangjo Siltalk : Welteveree
- 2018 : Gag Concert Épisode 949
- 2018 : My Neighbor Charles
- 2018 : Mister Sunshine : Leo
- 2019 : Rookie Historian Goo Hae-Ryung : Jean-Baptiste Barthelemy/Jang

Théâtre
| Year | Title         | Role     |
| ---- | ------------- | -------- |
| 2010 | Blind         | Stenberg |
| 2011 | Acoustic Love | Own role |
| 2011 | Good Doctor   | Edward   |
| 2017 | Hangul Day    | Fabie    |